# 阿墩子龙胆
阿墩子龙胆（学名：Gentiana atuntsiensis）为龙胆科龙胆属的植物，为中国的特有植物。分布在中国大陆的西藏、四川、云南等地，生长于海拔2,700米至4,800米的地区，常生长在灌丛中、林下以及高山草甸，目前尚未由人工引种栽培。